# Secretaria o mujer
Secretaria o mujer es una telenovela mexicana que se transmitió por el Canal 4 de Telesistema Mexicano de Televisa en 1960, con episodios de 30 minutos de duración. Telenovela protagonizada por Rafael Banquells y Patricia Morán. 

## Argumento
La historia de un hombre que se enamora de su secretaria, pero no lo puede reconocer.

## Reparto
- Rafael Banquells
- Patricia Morán
- Tony Carbajal
- Dalia Íñiguez

## Otros datos
- La telenovela está grabada en blanco y negro.

- Datos: Q6123135